# ネイサン・クリフォード
ネイサン・クリフォード（Nathan Clifford, 1803年8月18日 - 1881年7月25日）は、アメリカ合衆国の政治家、外交官、裁判官。1846年から1848年までアメリカ合衆国司法長官を、1858年から1881年までアメリカ合衆国最高裁判所陪席裁判官を務めた。

## 生い立ちと初期の経歴
1803年8月18日、クリフォードはニューハンプシャー州ラムニーの農場において誕生した。父親はイングランドからの移民の末裔ナサニエル・クリフォード (Nathaniel Clifford, 1778-1820)、母親は北アイルランドからの移民の末裔リディア・シンプソン (Lydia Simpson, 1773-1869) であった。クリフォードは7人兄弟の第3子であり、ただ1人の男子であった。クリフォードはラムニーの公立学校で教育を受け、ニューハンプシャー州のヘイヴァーヒル・アカデミーを経てニューハンプシャー文学院を卒業した。
クリフォードはわずかに教職を経験した後、ジョサイア・クィンシーの事務所で法律を学んだ。クリフォードは1827年にメイン州から弁護士として認可を受けると、メイン州ニューフィールドで弁護士業を開業した。

## 政治家として
クリフォードは1830年から1834年までメイン州下院議員を務め、1832年からは下院議長も務めた。クリフォードはメイン州検事総長を1834年から1838年まで務めた。クリフォードは民主党に所属し、1839年にメイン州第2選挙区から連邦下院議員に選出された。クリフォードは1841年にもメイン州第3選挙区で2選目を果たし、連邦下院議員を連続で2期4年務めた。クリフォードは3選目には立候補しなかった。
1846年10月、ジェームズ・ポーク大統領はクリフォードを司法長官に任命した。クリフォードは1848年3月まで司法長官を務めた。司法長官退任後、クリフォードは駐メキシコ公使に指名された。クリフォードはメキシコとの間でグアダルーペ・イダルゴ条約の締結交渉を行い、メキシコ割譲地を獲得した。クリフォードは1849年9月まで公使職を務めた。クリフォードは帰国後、メイン州ポートランドで弁護士業を再開した。

## 裁判官として
1858年、ジェームズ・ブキャナン大統領はクリフォードを連邦最高裁判所陪席判事に指名した。上院は奴隷制度を支持する民主党員を最高裁判所に置くことに否定的であったが、クリフォードは上院において最低得票数23をわずかに3票上回る僅差で承認を受けた。クリフォードは商法および海事法を専門とし、メキシコ人居住地の無償払い下げに関わる問題や通関手続きの事件を扱った。クリフォードは合衆国憲法に関しての法的哲学に言及することはめったになく、また連邦と州との間には明確な境界線を設けるべきだと考えていた。
クリフォードは連邦最高裁判所の陪席判事として398の事件で法廷意見の執筆を担当した。ときにクリフォードの執筆する法廷意見は過剰に長く、かつ本題から逸脱しているとの批評を受けることもあった。クリフォードは判事職を死去するまで続けた。
クリフォードは1876年の大統領選挙において、その選挙結果を決定するために招集された選挙委員会で委員長を務めた。クリフォードは民主党のサミュエル・ティルデンが勝者であるとの意見を出したが、その後1877年の妥協により共和党のラザフォード・ヘイズが勝者となった。

## 晩年

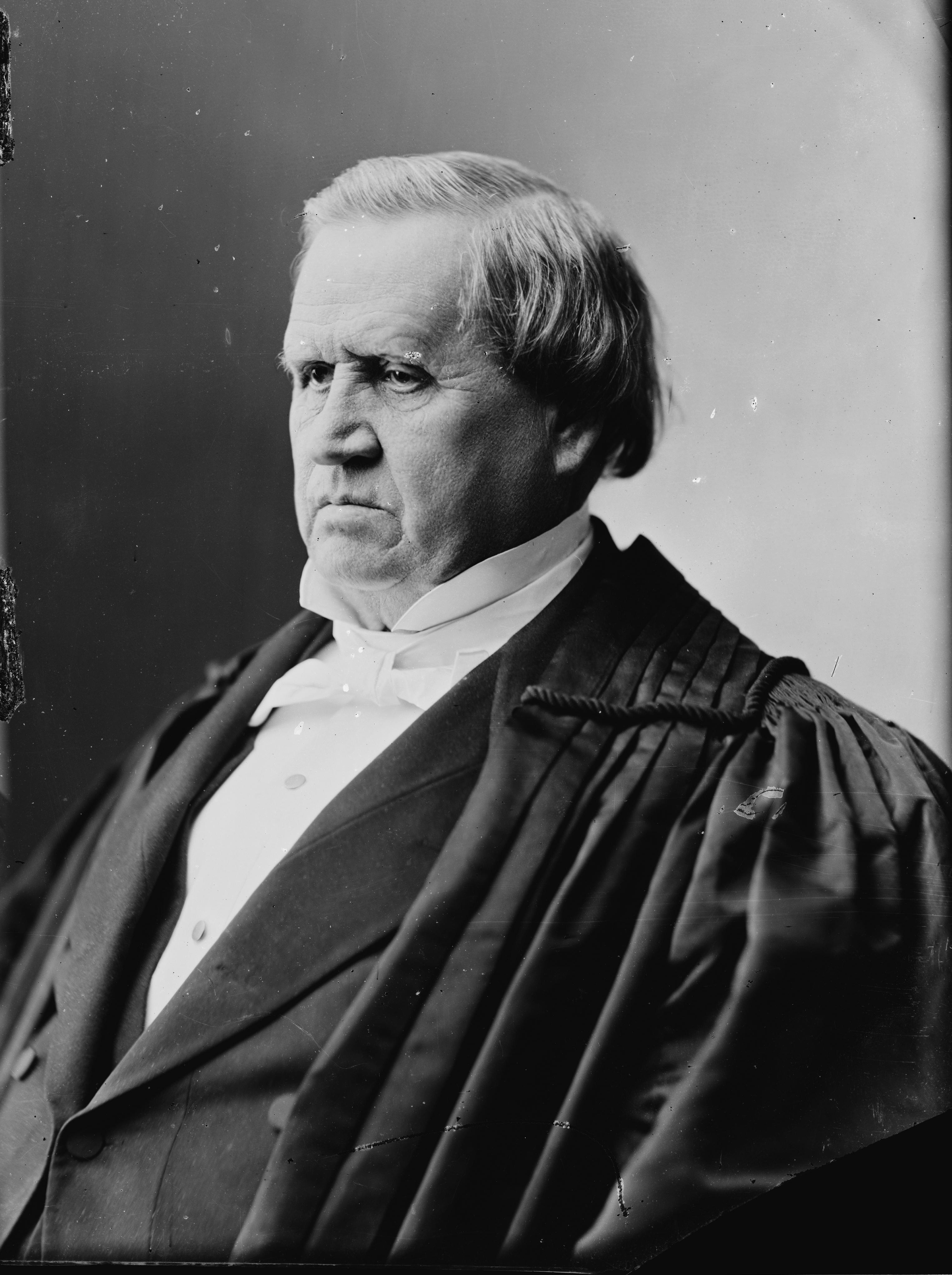
ネイサン・クリフォード

1881年7月25日、クリフォードはメイン州コーニッシュにおいて死去した。クリフォードはメイン州ポートランドのエヴァーグリーン墓地に埋葬された。

## 家族
1828年3月20日、クリフォードはメイン州ニューフィールドにおいてハンナ・エーア (Hannah Ayer, 1811-1892) と結婚した。2人の間には以下の子供が生まれた。
1. チャールズ・エドワード・クリフォード (Charles Edward Clifford, 1828-1907)
2. ナンシー・エーア・クリフォード (Nancy Ayer Clifford, 1830-1899)
3. ネイサン・J・クリフォード (Nathan J. Clifford, 1832-????)
4. ハンナ・ヘンリー・クリフォード (Hannah Frances Clifford, 1834-1900)
5. ウィリアム・ヘンリー・クリフォード (William Henry Clifford, 1835-1836)
6. ウィリアム・ヘンリー・クリフォード (William Henry Clifford, 1838-1901)
7. エリシャ・クリフォード (Elisha Clifford, 1839-1839)
8. リディア・J・クリフォード (Lydia J. Clifford, 1842-1843)
9. ジョージ・フランクリン・クリフォード (George Franklin Clifford, 1844-1903)

## 関連図書
- Clifford, Philip G., Nathan Clifford, Democrat from 1803 to 1881, New York: G.P. Putnam’s Sons, 1922.